# André Le Dissez
André Le Dissez (Plougonver, 11 de noviembre de 1929 - París, 4 de mayo de 2018) fue un ciclista francés que fue profesional entre 1957 i 1965. En su palmarés destaca una victoria de etapa al Tour de Francia de 1959. Anteriormente, y en categoría amateur, fue dos veces campeón de Francia de persecución. Era conocido con el nombre de Le Facteur.
Una vez retirado se hizo cargo de una empresa de mensajería de prensa literaria a la que le dio un crecimiento notable.

## Palmarés
1954
- 1º en la París-Caen
- Vencedor de una etapa en la Ruta de Francia

1955
- - Vencedor de una etapa en el Cinturón a Barcelona

1956
- 1º en la París-Rouen
- 1º en el Gran Premio de Eckbolsheim
- Vencedor de una etapa en el Circuito del Cher

1959
- Vencedor de una etapa en el Tour de Francia

1964
- 1º en la Polymultipliée
- 1º en el Critérium de Sévignac

## Resultados en el Tour de Francia
- 1957. 34.º de la clasificación general
- 1959. Abandona (16ª etapa) y vencedor de una etapa
- 1960. 47.º de la clasificación general
- 1961. Abandona (17ª etapa)
- 1964. Abandona (17ª etapa)

### Resultados en la Volta a Espanya
- 1961. Abandona (15ª etapa)
- 1964. 19º de la clasificación general
- 1965. Abandona (17ª etapa)